# Europastraße 371
Die Europastraße 371 (kurz: E 371) ist eine von Nord nach Süd verlaufende Europastraße des Zwischennetzes und führt von Radom in Polen bis nach Prešov in der Slowakei. Sie ist 358 km lang.
Beginnend in Radom zweigt die E 371 von der Europastraße 77 ab und folgt auf dem Weg zur slowakischen Grenze in Polen zunächst der Droga krajowa 9 bis zum Knoten Rzeszów-Północ. Von da folgt die Europastraße der Droga ekspresowa S19 bis westlich von Rzeszów. Von Rzeszów bis zur slowakischen Grenze führt die Europastraße auf der Trasse der Droga krajowa 19. Auf dem gesamten Verlauf in Polen werden die Woiwodschaften Masowien, Heiligkreuz und Karpatenvorland durchquert. Nach der polnisch-slowakischen Grenze bei Barwinek (PL) und Vyšný Komárnik (SK) setzt sich der Weg auf dem Verlauf der Cesta I. triedy 21 fort. An Svidník vorbei führt die E 371 nach Lipníky. Von hier wechselt die E 371 auf die Cesta I. triedy 18 in westlicher Richtung, um wenige Kilometer später in Prešov zu enden, wo die E 371 auf die E 50 trifft.